# Мунера
Мунера (ісп. Munera) — муніципалітет в Іспанії, у складі автономної спільноти Кастилія-Ла-Манча, у провінції Альбасете. Населення — 3814 осіб (2010).
Муніципалітет розташований на відстані близько 200 км на південний схід від Мадрида, 30 км на захід від Альбасете.

## Демографія
Динаміка населення (INE ):

## Галерея зображень

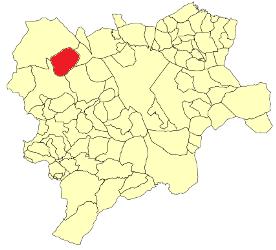
Розташування муніципалітету у провінції Альбасете
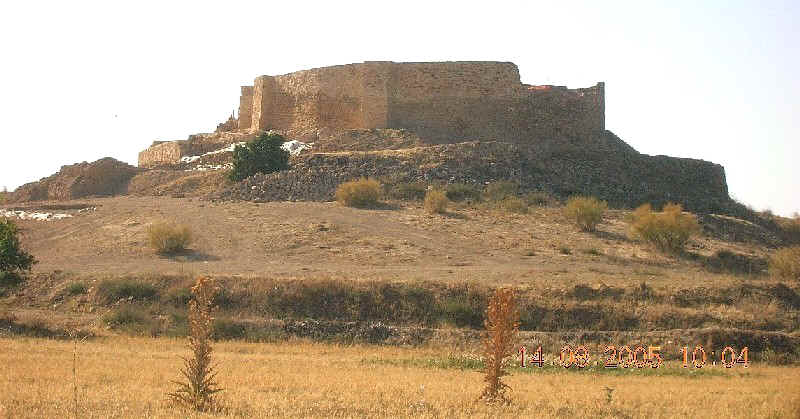
Замок Лос-Касарес (Мунера)